# Bolitoglossa helmrichi
Bolitoglossa helmrichi es una especie de salamandra de la familia Plethodontidae.
Es endémica de Guatemala y vive únicamente en los bosques nubosos de la zona montañosa en el sur-oriente de Guatemala, a una altitud de 1.000-2.290 m s. n. m. Su hábitat natural se conforma de bosques húmedos subtropicales o tropicales montañosos. 
La especie está amenazada por destrucción de hábitat, aunque tolera los cafetales.